# منصوره
شهر مَنصوره سومین شهر بزرگ مصر و مرکز استان دقهلیه مصر است . 
منصوره در ۱۲۰ کیلومتری شمال شرقی قاهره قرار گرفته و بیش از ۱٬۶۰۰٬۰۰۰ نفر جمعیت دارد.
با این تعداد جمعیت، منصوره پس از قاهره و اسکندریه سومین شهر مصر بشمار می‌آید.
شهر منصوره ۲۰ کیلومتر مربع مساحت دارد و در کرانه خاوری رود دمیاط که یکی از شاخه‌های نیل است قرار گرفته و در درون دلتای نیل قرار دارد. روبروی منصوره در آنسوی رودخانه شهر طلخا قرار دارد.
دانشگاه منصوره از دانشگاه‌های معتبر مصر است.

## تایخچه
منصوره در سال ۱۲۲۱ میلادی یعنی در زمان ملک کامل یکی از شاهان ایوبی بنیاد گذاشته شد و در آغاز جزیرةالورد (جزیره گُل) نام داشت. پس از نبرد منصوره که طی آن مسلمانان در مقابله با حمله هفتم صلیبیون در این محل به پیروزی رسیدند این شهر نیز المنصورة به معنی «پیروزمند» نام گرفت.

## مشاهیر
- احمد راسم نفیس